# Don't You (Forget About Me)
Don't You (Forget About Me) är en låt från 1985 framförd av den skotska gruppen Simple Minds från soundtracket till filmen The Breakfast Club. Låten är skriven av producenten Keith Forsey och Steve Schiff (gitarrist och låtskrivare i Nina Hagens band).
Gruppen tackade först nej till låten, men efter att ha blivit övertalade av Forsey spelade de in den på tre timmar och trodde att den snabbt skulle vara glömd. Med draghjälp av filmen, där låten spelas i början och slutet, visade den sig emellertid bli gruppens största framgång på singellistorna och deras stora genombrott i USA. Den nådde 1:a plats på Billboard Hot 100 och låg kvar som etta på listan i tre veckor. Den blev även etta på Billboards Hot Mainstream Rock Tracks och en stor hit i ett flertal andra länder. På brittiska singellistan låg den i hela 65 veckor med en 7:e plats som högsta placering.
Gruppen var dock själva missnöjda med låten och ville inte ta med den på sitt kommande album Once Upon a Time, vilket deras skivbolag Virgin Records motvilligt gick med på. Låten gavs senare ut på samlingsalbumet Glittering Prize 81/92.

## Utgåvor
7" singel A&M AM 2703 / Virgin VS 749
1. Don't You (Forget About Me)  (4:20)
2. A Brass Band In Africa  (5:10)

7" bildskiva Virgin VSS 749
1. Don't You (Forget About Me)  (4:20)
2. A Brass Band In Africa  (5:10)

12" singel A&M SP-12125 / Virgin VS 749-12
1. Don't You (Forget About Me) [Extended Version]    (6:32)
2. A Brass Band In African Chimes  (9:22)

## Listplaceringar
| Land (1985-1986)             | Högsta placering |
| ---------------------------- | ---------------- |
| Australian Singles Chart     | 6                |
| Belgium Singles Chart        | 2                |
| Canadian Singles Chart       | 1                |
| Dutch Singles Chart          | 1                |
| European Hot 100 Singles     | 2                |
| German Singles Chart         | 4                |
| Irish Singles Chart          | 3                |
| Italian Singles Chart        | 2                |
| New Zealand Singles Chart    | 3                |
| Sverigetopplistan            | 13               |
| UK Singles Chart             | 7                |
| US Billboard Hot 100         | 1                |
| US Billboard Top Rock Tracks | 1                |